# Roman
För andra betydelser, se Roman (olika betydelser).

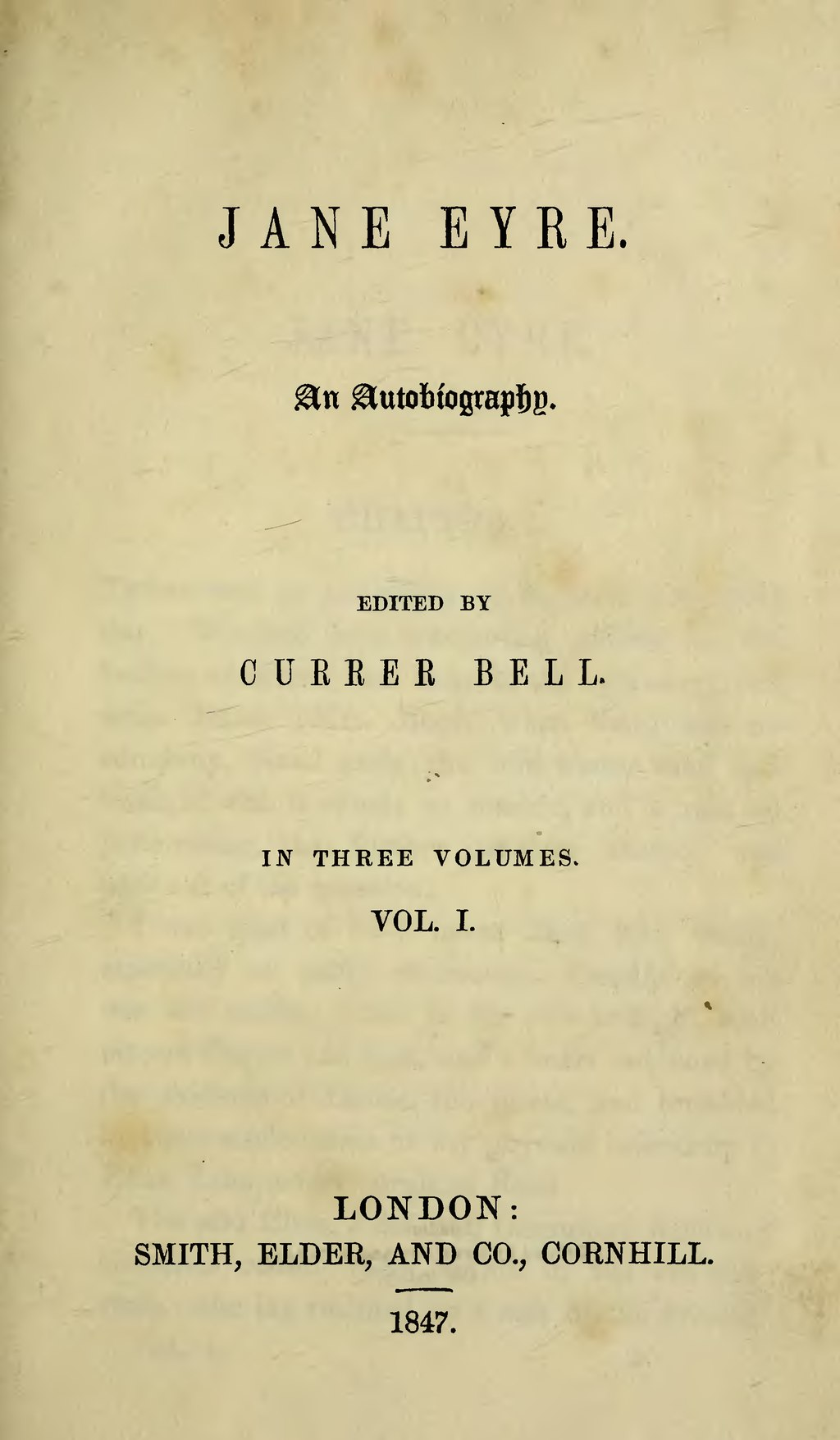
Titelsidan till förstaupplagan av romanen Jane Eyre av Charlotte Brontë under pseudonymen Currer Bell.

Roman är en populär skönlitterär form som består av en längre berättelse på prosa. Tillsammans med novellen, sagan och eposet, utgör romanen den litterära genren epik inom skönlitteraturen. Romaner publiceras vanligen som tryckta böcker som är indelade i kapitel eller delar. 
Romaner framställer fiktioner och kan delas in i genrer såsom detektivroman, science fiction-roman, historisk roman och kärleksroman. Kortroman är ett kortare romanverk. Estetiska studier av romaner kallas narratologi eller romanteori.

## Historisk bakgrund

### Romanen i antiken
Det finns olika uppfattningar om när romanen kan sägas ha skapats. Några fåtaliga verk i antikens litteratur bryter mot gängse normer och blandar prosa i versberättelserna, och dessa är viktiga för romanens uppkomst om än deras anseende estetiskt sett var lågt. Dit hör Longos grekiska herdedikt Daphnis och Chloe från 100-talet e.Kr. som är skriven på vers och prosa, och som blev stilbildande för kärleksromanen. Petronius anses vara upphovsmannen till satiren Satyricon på vers och prosa, som liksom föregående har få formmässiga likheter med dagens romaner. Apuleius Den gyllene åsnan är pikareskens föregångare. Dessa berättelser är allegoriska och hämtar stoff från mytologin. Fiktionsberättandet har en viktig klassisk föregångare i Lukianos En sann historia, från 100-talet. Dessutom har många av Platons sokratiska dialoger en viss form av reflektion, vilket bland annat Guido Mazzoni har noterat återkommer i romanen.

### Riddarromaner och epos
Romanen i modern bemärkelse utvecklades ur så kallade romanser, berättelser på folkspråk, under medeltiden i länder där romanska språk numera talas. Det blev en viktig del i bildandet av folkspråken i dessa områden, eftersom det var första gången det talade språket i området mer omfattande användes till skrift. Som ordet ger antydning om, handlade romanserna ofta om kärlek och om äventyr. De bröt därmed med den rådande estetiken under medeltiden, som tillägnade Gud och religionen det konstnärliga skapandet. Romanserna blev en renässans för det världsliga. 
Berättartekniskt har romanen sina anor i eposet, som är en längre berättelse på bunden vers och vilken under antiken var den genre som brukades för alla berättande stycken som inte var avsedda att sättas upp på teater. Den ryske litteraturvetaren Michail Bachtin konstaterar att steget togs från epos till roman när händelser började skildras i sin samtid snarare än ett avlägset förflutet, och att mycket av ursprunget kan spåras till parodin och andra halvkomiska genrer. Romanen har vidare förfäder i självbiografin, biografin och historieverket, som i klassisk tid och senare sällan författades på vers, och där beskrivningen och förklaringen av personer, miljö och händelseutveckling är i centrum. I och med romanens försök till analys, har den också beröringspunkter med alla vetenskaper.

### Romanens genomslag
Flera olika romaner har ansetts vara den första moderna romanen. Don Quijote och Genji monogatari är två exempel. Den ungersk-tyske litteraturvetaren Georg Lukács konstaterade att Dante genom Den gudomliga komedin utgjorde övergången från epos till roman: genom att vara komplett och distanserad, likt ett epos, men ändå med en individ i fokus. Det var först på 1700-talet som romanen verkligen slog igenom, och den räknas till uppkomsten av den borgerliga kulturen, i motsats till den aristokratiska och klassicistiska. Romanen ansågs länge vara en vulgär form av litterärt skapande, eftersom den inte var skriven på vers, och för att den behandlade ämnen som ansågs vara triviala och lättviktiga; syftet var att med romanen nå ut till stora läsekretsar och att underhålla. 1700-talets romaner hade också didaktiska syften, ibland också politiska. Från detta århundrade blev England och Frankrike de stora producenterna av romaner. Även kvinnor skrev romaner; kvinnliga författare av epos är däremot mycket mer ovanliga. I samband med romanens spridning, övergick berättartekniken till att bli mer individualiserande. Berättarformen spreds och populariserades genom att flera romaner publicerades som följetonger i tidningar, och genom att olika tekniska landvinningar gjorde det billigare att tillverka böcker. Med förlagsbranschens uppkomst uppstod nya möjligheter att lansera nya litterära konstformer.

### Romanen underl'ancien régime
Den italienske litteraturvetaren Guido Mazzoni framhävde i sitt verk Theory of the Novel att många romanteoretiker gör misstaget att hantera romanen som sådan, utan att inse att romanens kännetecken och karaktärsdrag har varierat mycket över tid. Som exempel anför han romanen under l'ancien régime, som han menar är tydligt distinkt från den moderna romanen. Han menar att vi idag inte förstår romanen från l'ancien régime eftersom den moderna läsaren inte förstår till vilken grad den styrdes av moral, eller andra konventioner. Han menar vidare att det fanns en förvånansvärt stor enhet kring de romaner som gavs ut i Italien, Spanien, Frankrike, Tyskland och Storbritannien mellan 1550 och 1750. Romanen behövde ständigt legitimeras mot dess kritiker, och tog hjälp av Antikens litteratur och poetiker. Under ancien régime återvänder dekorum som stildrag i romanen, och Mazzoni menar att det är få perioder i Europas historia då detta har varit mer framträdande än under ancien régime. Bland annat menar han att det som kallas för Stiltrennung, "stilåtskillnad", blir centralt i den tidiga klassicismens romanverk, på tre vis:
1. Stilåtskillnaden framtvingade en hierarki av ämnen att skildra, stilar och genrer.
2. Alla delar – innehållet, stilen, karaktärerna – måste vara samstämmiga och på rätt nivå.
3. Ingen regelrätt "story" ska berättas, utan berättelserna ska tas från en repertoar av händelser som kopplar mot tradition och historia.

Han menar vidare att berättandet var hårt kontrollerat, och att krav ställdes på självcensur, att romanerna skulle vara underhållande och instruerande. Genom ancien régimes romaner skulle man uppnå poetisk rättvisa: dygd skulle främjas och synd bekämpas.

### Romantiken
Romanens status omvärderades under romantiken. Till detta bidrog bland annat Anna Laetitia Barbaulds litteraturkritiska arbeten,[källa behövs] men också en generell förändrad inställning till borgerlig kultur efter franska revolutionen. Under 1800-talet skrevs ungefär lika många epos som romaner, men från 1900-talet har romanformen blivit den segrande; det nyskrivs mycket sällan epos. Till skillnad från eposet är romanen normalt realistisk; ett antal populära genrer, som fantasy, strider emellertid mot denna norm. Den realistiska romanens fader brukar hållas för Henry Fielding, men borgerliga romaner med klassiska och historiska teman skrevs också av preciositeten. John Lyly brukar anses som fadern till den brittiska romanen.[källa behövs]
Under romantiken var det vanligt att betrakta romanen som ett mellanting mellan lyrik och drama. Genom sina visuella eller känslomässiga skildringar hade den gemenskap med lyriken. Genom dialogerna och den sceniska framställningen hade den syskonskap med dramat. Denna fusion bidrog till att popularisera romanen denna epok, eftersom romantiken sökte skapa allkonstverk, där så många konstformer som möjligt förenades.

## Romanens särdrag
Att definiera romanen har visat sig vara svårt, och har sysselsatt många litteraturvetare och filosofer, bland andra Michail Bachtin, Georg Lukács och Guido Mazzoni. Den svenske litteraturvetaren Staffan Björck väljer att i Romanens formvärld avstå från att ge en absolut definition av begreppet, eftersom han menar att en tillräckligt vid definition måste bli så omfattande att den är meningslös.[källa behövs]
Romaner är vanligen fiktioner, men kan också förekomma som historiska romaner, där historia och fantasi blandas, och som så kallade faktioner, där berättelsen är en nyckelroman eller på annat sätt blandar självupplevd verklighet med dikt. Spänningen mellan dikt och fakta framhålls ibland som kännetecknande för romanen. Romanen brukar skiljas från novellen genom dess längd, men det råder ingen exakt, objektiv distinktion mellan dessa genrer. Längre noveller (mer än 50 sidor) kan ofta benämnas som kortromaner, genom att de delas upp i kapitel. Romanen har som regel en eller flera huvudpersoner, och den psykologiska skildringen av dessa är ett av genrens kännetecken. Till skillnad från andra längre verk på prosa som kan kallas skönlitterära, som Claudio Magris Donau, måste romanen ha en berättelse, vilket narratologiskt kan beskrivas som att berättaren inte är densamme som författaren, samt att det finns en fabula och sujett. Detta för romanen till epiken. Olika epoker har uppställt andra normativa krav på romanens definition, med sådana har ofta omkullkastats av senare epoker.

### Fiktionalitet
Något som präglar den moderna romanen är dess fiktionalitet. Fiktionalitet är ett teoretiskt begrepp som har studerats av många, men visat sig svårt att definiera. En framstående litteraturvetare som studerat fiktionalitet är Catherine Gallagher. Hon menar att fiktionaliteten uppträder tydligt i den brittiska romanen under 1800-talet, och utgör en dramatisk förändring. Samtidigt menar hon också att "inget särdrag hos romanen verkar lika uppenbart och ändå lika lätt att ignorera som fiktionaliteten." Fiktionalitet handlar om romanens, eller litteraturens, förhållande till verkligheten. Fiktionaliteten "på något vis upphäver, avleder, eller på annat vis inaktiverar normala referentiella sanningspåståenden om de vanliga erfarenheternas värld." Gallagher menar att moderna romaner i samma process både tydliggör och undanhåller fiktionen. Med det menar hon att romanen samtidigt syftar till att framstå som fiktion, det vill säga distansera sig från verkligheten, men också vill dölja sin fiktion, för att kunna göra sanningsanspråk, det vill säga framstå som trovärdig.

### Bachtin om romanen
I Det dialogiska ordet menar Michail Bachtin att romanen är den enda genren som fortfarande utvecklas, och att det är en av anledningarna till att den är så svår att teoretisera kring. Han noterar också att majoriteten av all poetik därför undviker romanen, bland annat Aristoteles, Horatius och Nicolas Boileau. Han försöker ändå att uppställa tre kriterier för vad som kännetecknar en roman:
1. Romanen bygger på en stilistisk tredimensionalitet.[12]
2. Romanen bidrar till en radikal förändring av den litterära bildens tidskoordinater.[13]
3. I all sin öppenslutlighet utgör den zonen för den yttersta kontakten med det nuvarande.[14]

Bachtin försöker även visa romanens särdrag genom att jämföra den med eposet, och noterar några skillnader, som kan uttryckas som följande:
1. Romanen är en genre i utveckling, medan eposet är en avslutad genre.
2. Romanen skildrar händelser i sin samtid (även historiska romaner, i deras samtid), medan eposet skildrar dem i ett avlägset förflutet.
3. Romanen är öppen och obestämd, medan eposet är komplett, färdigställt och ej naivt.

### Lukács om romanen
Georg Lukács har beskrivs som en av 1900-talets mest inflytelserika tänkare, och hans verk Theorie des Romans utgör hans sista betydande förmarxistiska verk. Även Lukács närmar sig romanens särdrag genom att jämföra den med eposet. Mycket av hans fokus ligger på vad de två respektive genrerna skildrar. Han menar att romanen tvingas fram ur "hålen i fasaden", medan det enda som skymtar i eposet är "glädje och ljus". Eposet kan bara beskriva det som redan är fritt från bojor, medan romanen beskriver själva bojorna. Romanen, menar Lukács, är bättre än eposet på att skildra en totalitet i en besvärlig tid. Eposet kan varken skildra brott eller galenskap. Romanens huvudkaraktärer och hjältar blir därmed i hög grad sökare, snarare än färdiga typer. I eposet är temat inte en individs öde, utan en gemenskaps, medan romanens tema i hög grad är individens öde. Lukács menar därför att Dante Alighieri med Den gudomliga komedin utgör övergången från epos till roman, eftersom verket är komplett och distanserat men ändå med en tydlig individs öde.

## Romanens funktion
Ett antal litteraturvetare och andra humanistiska forskare har studerat romanens förhållande till verkligheten, samhället, historien eller andra liknande kategorier, och hur dessa har påverkats av varandra. Dessa inkluderar bland annat Benedict Anderson, P. D. Tobin, Marina MacKay och Doris Sommer. 

### Romanens och nationalstatens framväxt
Anderson i sin Imagined Communities, till svenska översatt som Föreställda gemenskaper, ger exempel på romaner i flera delar av världen (bland annat Filippinerna, Indonesien och Mexiko) och hur de genomgår stora förändring under 1800-talet, där den nationella eller kulturella gemenskapen blev allt tydligare framställd, på ett sätt som i sin tur också bidrog till att formera en nationell identitet. Istället för, som tidigare varit klassiskt, ett fokus på en snäv krets av figurer som alla är relaterade och bundna till varandra börjar en mångfald av röster göras hörda: i José Joaquin Fernandez de Lizardi exempelvis förekommer i det sociologiska landskapet "sjukhus, fängelser, avlägsna byar, kloster, indianer, negrer – utan att det är en tour du monde. Horisonten är kraftigt begränsad: till koloniala Mexiko." Anderson lyfter att betydelsen är att insikten om en kulturell gemenskap som definieras av nationen börjar göra sig gällande i romaner. Även Marina MacKay lyfter hur romanen i sin struktur låter en del av något stå för helheten, genom en form av genremässig synekdoke. Fragment tillåts representera något större, vilket i många fall av nationalstatens framväxt under 1800-talet innebar att romanens framväxt blev starkt förknippad med nationalstatens. En gemenskap i en roman, inte sällan en familjeroman, blev ofta till en representation av nationalstaten i sin helhet. Kopplingen mellan familjeromanen och nationalstaten har även Jobst Welge, litteraturvetarprofessor vid Stockholms universitet, argumenterat för.
Sommer i sin tur analyserar det hon kallar "foundational fiction" ("grundläggande fiktion") i Sydamerika. Foundational fiction utgörs, menar hon, av en rad sydamerikanska författare som i respektive land skrev romaner som blev grundläggande i skapandet av nationella identiteter. Flera av författarna var även framstående politiker, och var centrala i författandet av konstitutioner och andra centrala politiska dokument vid sidan av sitt författarskap. Bland annat var Andrés Bello både lagstiftare och poet. Sommer menar att de sydamerikanska länderna precis efter sin självständighet hade så stora epistemologiska, kunskapsmässiga lyckor att fylla i med sin korta historia av självständighet att romanen blev en logisk form att uttrycka tankar om den perfekta framtiden genom. Som exempel på författare och romaner som gör just detta anför hon bland annat José Marmols Amalia (Argentina), Gertrudis Gómez de Avellaneda>s Sab (Kuba), Jorge Isaacs María (Colombia), Alberto Blest Ganas Martín Rivas (Chile), José de Alencars Iracema (Brasilien), Clorinda Matto de Turners Aves sin nido (Peru) samt Manuel de Jesús Galváns Enriquillo (Dominikanska republiken).

## Undergenrer
Nedan följer en lista över undergenrer till romanen.
- bildningsroman, till exempel Bergtagen av Thomas Mann
- brevroman, till exempel Den unge Werthers lidanden av Goethe
- dagboksroman, till exempel Doktor Glas av Hjalmar Söderberg
- detektivroman (deckare) eller kriminalroman, verk av till exempel Arthur Conan Doyle
- dystopisk roman, samhällskritisk framtidsroman, till exempel 1984 av George Orwell
- fantasyroman, till exempel Sagan om ringen av J.R.R. Tolkien
- generationsroman, skildring av en speciell tidsanda, till exempel Jack av Ulf Lundell
- historisk roman, till exempel Ivanhoe av Walter Scott
- kollektivroman, skildring av en grupp människor, till exempel Människor kring en bro av Josef Kjellgren
- krigsroman
- kärleksroman
- metaroman, roman som refererar sin egen tillkomst och författarens skrivprocess
- nyckelroman, där (vissa av) figurerna är verkliga (de kan ha påhittade namn, men är ofta ändå lätta att känna igen), till exempel Den högsta kasten av Carina Rydberg
- pikareskroman, till exempel Don Quijote av Miguel de Cervantes
- science fictionroman, verk av till exempel Jules Verne
- självbiografisk roman, skönlitterär berättelse med självbiografiska inslag
- skräckroman, verk av till exempel Edgar Allan Poe
- ungdomsroman
- utvecklingsroman, nära besläktad med bildningsroman, till exempel Romanen om Olof av Eyvind Johnson
- äventyrsroman, till exempel Skattkammarön av Robert Louis Stevenson
- Landsbygdsskildringar är verk som skildrar förhållanden på landsbygden och i glesbygd.
- Bygderoman är prosaverk som skildrar det gamla bondesamhället, ofta med burleska inslag.